# Juan de Escalante

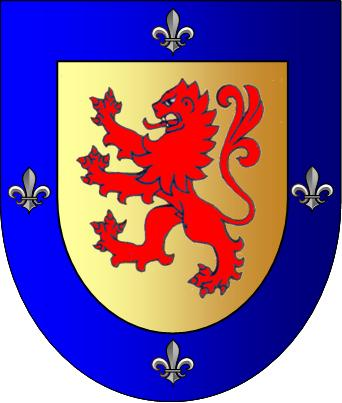
Wappen des Juan de Escalante

Juan de Escalante (* unbekannt; † ca. 10. November 1519 in Veracruz) war der Befehlshaber eines Schiffes während der Expedition von Hernán Cortés auf dem Weg von Kuba in das Reich der Azteken (Mexiko). Später war er Befehlshaber der Garnison in Veracruz.
Diego Velázquez de Cuéllar, der Statthalter von Kuba, finanzierte die Expedition und bestellte Hernán Cortés zum Oberbefehlshaber.

## Seereise

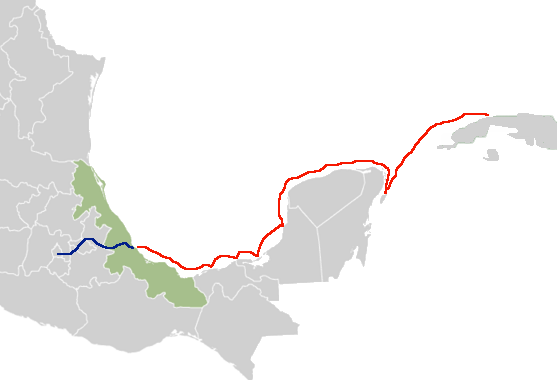
Route der Seereise und der Marsch nach Tenochtitlán

Der Seeweg war bereits 1517 von Francisco Hernández de Córdoba und 1518 von Juan de Grijalva erkundet worden. An der Expedition unter Grijalva nahm Juan de Escalante als Kapitän eines der vier Schiffe teil. Allerdings waren die Spanier bei diesen Expeditionen noch nicht in der Lage, Siedlungen auf dem nordamerikanischen Festland zu gründen. Am 18. Februar 1519 stach die Cortés Expedition von Havanna aus in See.
Auf der Insel Cozumel legte sie ihren ersten Halt ein und die Männer erkundeten das neue Land. Bei der Weiterfahrt stellte Juan de Escalante auf dem offenen Meer fest, dass sein Schiff leck war und zu sinken drohte; er drehte bei und kehrte um. Cortés befahl daraufhin der ganzen Flotte nach Cozumel zurückzufahren. Während Escalantes Schiff ausgebessert wurde, stieß Gerónimo de Aguilar zu seinen spanischen Landsleuten. Er war von den Mayas als Sklave gefangen gehalten worden und leistete Cortés später als Dolmetscher gute Dienste.

## Koloniegründung und Tod auf dem Schlachtfeld

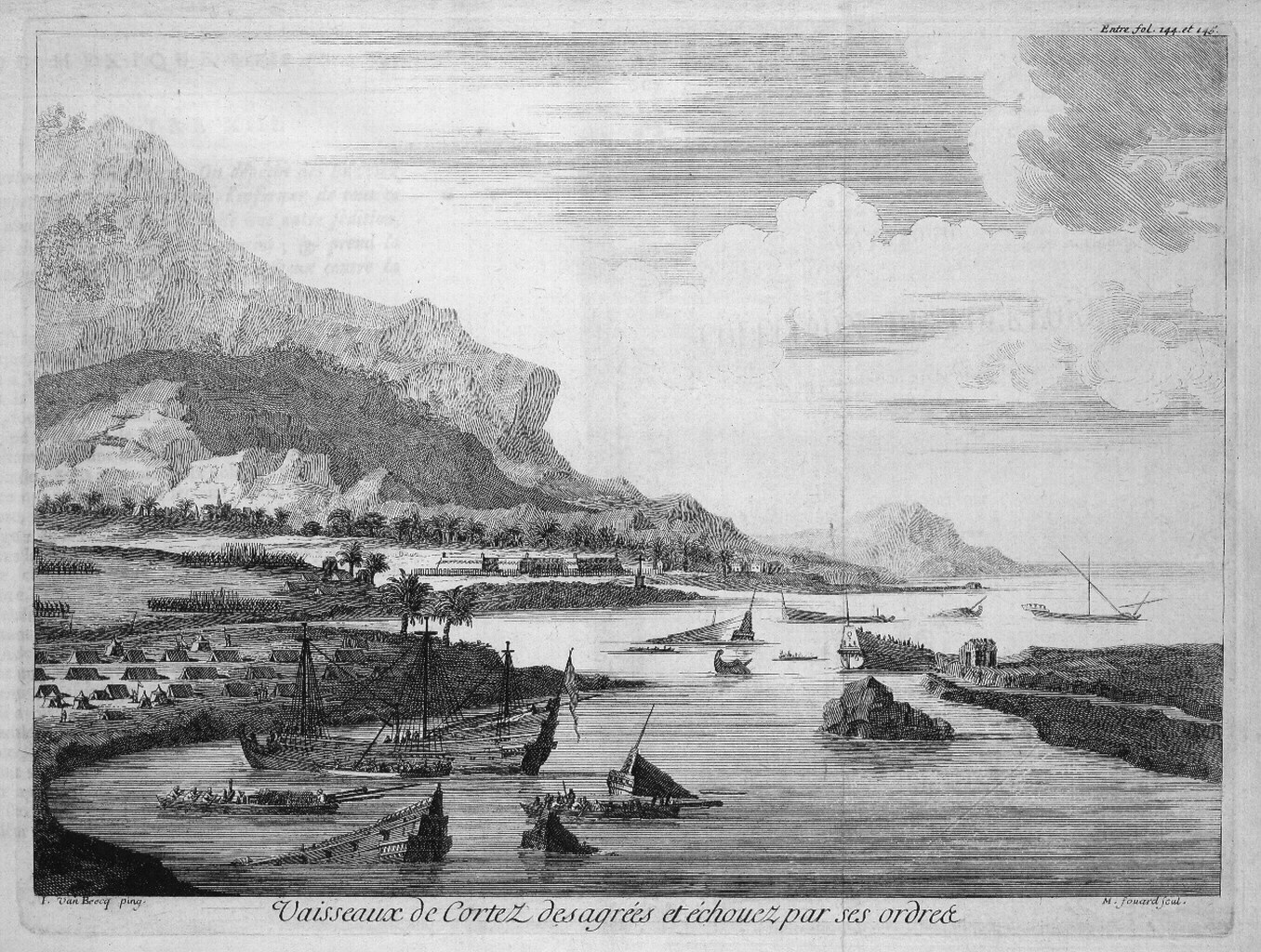
Cortés versenkt seine Schiffe; zeitgenössisches Bild von Van Beecq

In der Bucht von San Juan de Ulúa, im heutigen Mexiko, unterstützte Escalante die Ernennung von Cortés zum Generalkapitän und die Gründung einer eigenen Kolonie. Faktisch löste sich die Expedition damit von Diego Velázquez de Cuéllar und unterstellte sich allein dem spanischen Kaiser Karl V.
Nachdem Cortés eine Allianz mit den Totonaken in Cempoala geschlossen hatte, gründete er im August 1519 Villa Rica de la Vera Cruz. Zum ersten Kommandanten machte Cortés Juan de Escalante. Da er auch zum Bürgermeister der Stadt ernannt wurde, war er der erste Europäer in diesem Amt auf dem amerikanischen Festland.
Weil einige Männer nicht an einem Feldzug in das Landesinnere teilnehmen wollten, beauftragte Cortés Juan de Escalante und einige andere Männer, die Schiffe zu zerstören und die Segel, Taue und Kompasse an Land zu bringen. Damit nahm er seinen Männern die Möglichkeit einer Rückkehr nach Kuba.
Während Cortés weiter in das Land vorstieß und bei Moctezuma II. zu Gast war, verlangten die Azteken von den Völkern an der Ostküste Tribut. Diese Völker standen unter dem Schutz der kleinen spanischen Garnison in Veracruz. Ihre Kaziken beschwerten sich bei Escalante über die Forderungen der Azteken und baten ihn um Hilfe. Escalante nahm seine 40 Männer und stellte sich den zweitausend Azteken auf dem Schlachtfeld. An seiner Seite standen zweitausend Totonaken, die ihn jedoch bei der ersten Gelegenheit im Stich ließen. Bei diesem Gefecht wurde Escalante verwundet, musste sich nach Veracruz zurückziehen und starb kurz darauf. In dieser Schlacht starben weitere sechs Spanier sowie eines der beiden Pferde.

## Rache des Hernán Cortés
Einer von Escalantes Männern (Arguello) wurde von den Azteken gefangen genommen und starb wahrscheinlich an seinen Wunden. Seinen Kopf sandte man Moctezuma, dem Tlatoani der Azteken. Als Cortés vom Tod Escalantes und seiner Männer hörte, nahm er Moctezuma in seinem eigenen Palast gefangen und zwang ihn, von nun an in dem Palast zu wohnen, den Moctezuma den Spaniern in seiner Hauptstadt Tenochtitlán zugewiesen hatte. Die aztekischen Befehlshaber, die mit ihren Kriegern gegen Escalante kämpften, ließ Cortés vorführen und bei lebendigem Leibe öffentlich verbrennen. Darunter war auch Cuauhpopoca, der Kommandant von Nauhtlá. Damit demonstrierte Cortés klar, wer von nun an das Sagen in Tenochtitlán hatte. Mit diesem Racheakt für den Tod von Juan de Escalante und seiner Männer kehrte das verlorene Ansehen der Spanier in Veracruz und bei den Totonaken zurück.